# カミラ (スウェーデンのモデル)
カミラ (Camilla、1986年9月30日 - ) は、スウェーデン出身のモデル。2006年に来日し、その後日本で活動している。

## 人物
16歳の時に日本の文化に興味を持つ。
2006年、19歳で日本語学習のために来日する。
本人曰く、「前世が日本人だった」とのこと。
スウェーデン語、英語、日本語を話すことができる。
好きな食べ物は寿司、フルーツ。将来の夢はさらに日本語を勉強して、日本で有名な女優になること。

## 出演

### テレビ
- うさぎのもちつき（2007年、BS）レイラ 役
- ストリートの道 - （テレビ東京）レギュラーアシスタントMC
- 魁!音楽番付 - （フジテレビ）レギュラーアシスタントMC
- 「武士道シックスティーン」（2010年、WOWOW）
- ブカツ道　第三話「練習とか面倒だし。」（2010年4月11日、WOWOW）マワリハ・シャラポワ 役
- 日本人の知らない日本語（2010年7月15日 - 9月30日、読売テレビ）エレーン 役

### 映画
- ダーリンは外国人（2009年）エキストラ
- ジャッジ！（2014年）カミラ・オルセン役

### CM
- ABCマート（2006年）
- Intel Core 2 Duoプロセッサー ～侍～（2007年）サムライ 役
- ガリバーCM（2007年）夫と仲の悪い妻 役
- 日清カップフードル　味噌（2007年）ミス・ユニバース 役
- SUBARU - 2008年、2009年
- XYLISH（2009年）

### PV
- GACKT「雪月花 -The end of silence/斬〜ZAN〜」（2009年12月9日）
- ASKA「LOVE SONG」（2010年2月10日）